# Bung (Népal)
Pour les articles homonymes, voir Bung.
Bung (en népalais : बुङ) est un comité de développement villageois du Népal situé dans le district de Solukhumbu. Au recensement de 2011, il comptait 4 520 habitants.